# 袁长坤
袁长坤（1863年—？）字静生，浙江绍兴人，中国电报业先驱，清朝及中华民国电政官员。

## 生平
袁长坤生于清朝同治二年（1863年）。早年在上海预备学校（即出洋局）接受中文、西文训练，经复试及体检合格，作为第三批中国留美幼童于同治十四年（1874年）11月17日经祁兆熙带队赴美国留学。袁长坤时年12岁。
袁长坤抵达美国后，起初被安排到马萨诸塞州霍利奥克的卡格温（E.R.Kagwin）家里（也可能是先到康涅狄格州新不列颠，后来转到霍利奥克）。不久进入当地公立学校霍利奥克高中（Holyoke High School）学习。光绪二年（1876年）在费城举办的“美国开国一百周年世界博览会”上，中国留美幼童的文章、绘画、数学解题法等展品陈列在博览会教育馆内，受到赞赏。全体中国留美幼童应邀出席美国总统茶会，美国总统格兰特与每位幼童握手，并勉励其用心学习。1880年，进入伦斯勒理工学院学习。光绪七年（1881年）秋，原定留学15年的幼童留美计划中止，全体学生被召回中国。
袁长坤回国后，分往光绪六年（1880年）创办的天津电报学堂，学习收发报、勘测及电讯原理。《光绪十一年三月初三日直隶总督李鸿章奏》载：“文童……袁长坤……等四十四名，均拟请以从九品不论双单月选用。”袁长坤参与规划架设了中国早期电报线，在中国各省省会及重要城市建立电报局。
光绪三十二年（1908年）正月，邮传部尚书盛宣怀称病乞休，并请撤销铁路总公司，清政府允其请，改命唐绍仪接办。宣统二年十二月六日，督办铁路大臣唐绍仪假满病免，盛宣怀继任。盛宣怀就任后，即在宣统三年（1911年）正月清洗邮传部铁路总局人员：“将局长梁士诒、提调叶恭绰、关赓麟等撤差外，所有图书局、测绘处、交通研究所、官报处亦一律裁撤，局长事务归李侍郎专责，叶、关二员专办，惟副提调袁长坤仍旧，提调则已改派胡祖荫及路政司司长何启椿接充。”
中华民国初期，袁长坤接替唐元湛任江苏电政管理局电政监督兼上海电报局局长，任至1915年9月。1913年7月21日“二次革命”时，革命党人派唐元湛从亲袁世凯方面的袁长坤（袁静生）手中接管监督上海电报局，原监督袁长坤率诸员离开该局。驻沪领事团随即以“此举实属侵犯条约权利”为理由，命上海公共租界工部局派巡捕至上海电报局，出示工部局捕房总巡谕单，声称“奉工部局之命令，上海电报总局仍应由袁（静生）监督及其代表管理”，迫使唐元湛离开了上海电报局。《盛宣怀年谱长编》记载：“电局前日党举唐元湛进踞，昨日袁长坤请于领事，以洋巡捕到局纳袁逐唐，电局方得保全，可见诸事仍须外交团相助。”袁长坤还曾一度兼任教育部副主考官。